# Orthocentrus lucens
Orthocentrus lucens là một loài tò vò trong họ Ichneumonidae.